# Parastichtis congener
Parastichtis congener là một loài bướm đêm trong họ Noctuidae.